# Лили Попова
Лили Попова е българска пианистка и музикална педагожка, създател на специалността и катедра „Клавирен съпровод“ в Националната музикална академия.

## Ранни години
Родена е на 20 септември 1930 г. в Шумен. Първоначално учи пиано при Павла Вайсман-Жекова и известния си родственик и братовчед – проф. Андрей Стоянов. По-късно е студентка на проф. Андрей Стоянов.“

## Професионален опит и Кариера
Концертира с Руджеро Ричи, Милош Сабло, Реса Колева, Божана Продева, Емил Камиларов, Дина Шнайдерман, Стефан Попов, Минчо Минчев, Петър Кърпаров, Добри Палиев, Христо Късметски, Илия Главанов, Йоко Сато, Тейко Маехаши, Пиер Ив Арто, Питър Рейто, Вацлав Худичек, Манфред Шерцер, Кристиян Функе, Кая Данчовска и много други. Има над 1200 концерта в България и чужбина – концертира във Франция, Англия, Испания, Швейцария, Германия, Русия, Чехия, Унгария, Китай, Южна Корея, Виетнам и други.
До май 1975 г. осъществява над 120 записа в Българско национално радио – за програмите Христо Ботев БНР и програма Орфей, в това число премиерни изпълнения на класически произведения от български и чужди композитори.
През 1969 г. печели конкурс за щатен преподавател по съпровод. Новата дисциплина е поместена в катедра „Камерна музика“ и се изучава от студентите със специалност „пиано“.

## Специалността „Клавирен Съпровод“
През 1971 г. излиза от печат първият теоретичен труд на Лили Попова – „Ръководство по клавирен съпровод“. Следват „Методика на Клавирния съпровод“, „Практически курс по клавирен съпровод“ и „Ръководство по транспониране за изучаващите съпровод на пиано“. Поканена е в Германия, където изнася поредица от лекции на немски и английски език, както и открити инструктивни изпълнения пред музиканти и преподаватели. През юни 1979 г. се сформира „Кабинет на пианистите – акомпанятори“ към дружеството „Камерна музика“ към Съюза на музикалните дейци с активното участие и на Лили Попова. Важен момент за развитието на акомпаняторското изкуство в България и педагогическият път на проф. Попова е отделянето на специалността през 1977 г., в самостоятелната катедра – „Клавирен съпровод“. Сред учениците ѝ през годините са много бъдещи преподаватели и корепетитори в България и чужбина – проф. Атанас Атанасов, проф. д.изк. Мария Ганева, проф. Красимир Тасков, Мария Софиянска, Виолина Стоянова, Виолета Попова, Лили Бояджиева, Орлин Кантарджиев, Нина Варимезова, Светлана Койчева и много други. През 1988 г. проф. Лили Попова отбелязва 40-годишнината на своята концертно-акомпаняторска дейност, като преиздава „Методика по клавирен съпровод“. Първото издание на теоретичния труд е публикуван през 1976 г.
При въвеждането на този специализиран предмет Попова регулярно пътува до всички музикални училища в страната – София, Пловдив, Варна, Бургас, Плевен, Стара Загора, Русе и оказва ценна методична помощ с открити уроци, беседи с преподаватели и майсторски класове. През 1993 г. Попова подкрепя организирането на „Първи частен конкурс за ученици – акомпанятори“ към Музикалното училище в Плевен, на чийто първи издания е и председател на професионалното жури. През 2003 г. конкурсът става национален.
Лауреат на Кристална лира на Съюза на българските музикални и танцови дейци, както и на множество награди, дипломи и грамоти от конкурси и фестивали.
Почива през март 2016 г. в София.

## По-важни учебници, специализирани пособия, стати
- „Пиеси с по-леки акомпанименти на пиано“ 1967 г., издателство Наука и Изкуство;
- „Ръководство по клавирен съпровод“ 1971 г., издателство Наука и Изкуство;
- „Ръководство по транспониране“ 1973 г., издателство Наука и Изкуство;
- „Методика на Клавирния съпровод“ 1976 г.,издателство Музика;
- „Ръководство по транспониране“ 1977 г., второ преработено издание, издателство Наука и Изкуство;
- „Ръководство по транспониране за изучаващите съпровод“ на пиано 1977 г., издателство Музика;
- „Практически курс по клавирен съпровод“ 1979 г., издателство Музика;
- „Ръководство за свирене от пръв поглед“ 1980 г. издателство Музика;
- „Свирене от пръв поглед“ 1980 г., Музикални Хоризонти;
- „Проблеми на педализацията при клавирен съпровод на вокални и инструментални произведения и при клавирните извлечения от партитура“ 1983 г., Музикални Хоризонти;
- „Практически курс по транспониране“ 1983 г., издателство Музика;
- „Ръководство по транспониране за СМУ“ 1986 г., издателство Музика;
- „Методика на Клавирния съпровод“ 1986 г.,издателство Музика;
- „Проблеми при началното обучение по клавирен съпровод“ 1986 г., Музикални Хоризонти;
- „Работа на пианиста – акомпанятор с хорови състави“ 1986 г., Музикални Хоризонти;
- „За акомпаняториските изяви и някои методични проблеми във връзка с творческите срещи – Търговище ‘85, Хасково ‘85 Кюстендил ‘85“ 1986 г., Музикални Хоризонти.